# CSS–11
A CSS–11 lengyel kétszemélyes iskola-, gyakorló és műrepülőgép volt, melyet a CSS tervezőirodában készítettek a második világháború utáni években. Csak két prototípusa készült el.

## Története
A lengyel közlekedési minisztérium 1946-ban három repülőgéptípus kifejlesztésével bízta meg a Franciszek Misztal által 1946-ban létrehozott Repülőgéptanulmányis Központot (CSS). A három repülőgép közül az egyik a CSS–11 jelzést kapott gyakorló műrepülőgép volt. A másik két repülőgép a CSS–10 iskolarepülőgép és a CSS–12 könnyű utasszállító repülőgép volt. A gyakorló műrepülőgép tervezését 1947 augusztusában kezdték el a varsói CSS tervezőirodában Leszek Dulęba irányításával. A tervek 1948 augusztusára készültek el, majd a CSS műhelyében elkészítették a gép két prototípusát. Az egyiket műrepülő, a másikat gyakorló gép kivitelben építették meg. Ezek kismértékben különböztek egymástól konstrukciójukban is (légcsavar, vezérsíkok felülete). Az első, SP-BAH lajstromjelű prototípussal 1948. október 16-án hajtotta végre az első felszállást Jerzy Szymankiewicz. A második, SP-BAJ lajstromjelű prototípus 1949-ben repült először. A gépekkel 1950 augusztusáig folyt a gyári berepülési program. A hatósági berepülés 1951 januárjában kezdődött el a Repülési Intézetben. A berepülések során a felmerült hiányosságok kiküszöbölésére kisebb módosításokat végeztek a gépeken (ez főleg a vezérsíkokat érintette). A tesztek során mindkét prototípus 250 felszállás végzett és kb. 110 órát repült.
A sikeres repülési tesztek és a gép jó repülési tulajdonságai, valamint a repülőklubok részéről felmerült igények alapján 30 gép megépítésére kapott megbízást a CSS. A sorozatgyártásra végül mégsem került sor. Ennek egyrészt politikai oka volt. A lengyel repülőgépipar 1950-es átszervezése nyomán a szovjet típusok licencgyártását részesítették előnyben. Ugyancsak a gép sorozatgyártását gátolta, hogy a sorozatgépekhez szánt csehszlovák Walter Minor 6–III motorok lengyelországi licencgyártása nem indult el. Emiatt a gép további fejlesztését 1952–1953-ban beszüntették. A két prototípus 1953-ig az Okęcie repülőtéren állt, amikor szétbontották őket.

## Jellemzői
Vegyes építésű, alsószárnyas elrendezésű repülőgép. A törzs króm-molibdén ötvözetű acélcsövekből hegesztett rácsszerkezet, míg a szárny és a vezérsíkok fából készültek. Az egy főtartós szárny szabadonhordó, trapéz alakú, átmenő kialakítású. A belépőél rétegeslemez borítású, a szárny többi része vászonborítású. A vezérsíkok szintén fa szerkezetűek és vászon borításúak. A törzs orr része dural, hátsó része vászonborítású. Futóműve hagyományos, hárompontos, nem behúzható. A két pilótaülés tandem elrendezésű, nyitott, mindkettő előtt szélvédő található. A gépbe egy darab, 118 kW (160 LE) felszálló teljesítményű, Walter Minor 6–III típusú hathengeres, léghűtéses, benzinüzemű soros, lógó hengerelrendezésű motort építettek.

## Műszaki adatok (gyakorló változat)

### Geometriai méretek és tömegadatok
- Fesztávolság: 10,6 m
- Hossz: 7,50 m
- Magasság: 1,83 m
- Szárnyfelület: 16,5 m²
- Üres tömeg: 575 kg
- Felszálló tömeg: 940 kg

### Motor
- Száma: 1 db
- Típusa: Walter Minor 6–III léghűtéses, hathengeres soros benzinmotor
- Legnagyobb teljesítmény: 118 kW (160 LE)

### Repülési jellemzők
- Legnagyobb sebesség: 207 km/h
- Maximális repülési magasság: 5500 m
- Felszálló sebesség: 165 km/h
- Leszálló sebesség: 85 km/h
- Hatótávolság: 660 km
- Emelkedőképesség: 3,6 m/s